# Lijst van Twentse topsporters
In deze lijst van Twentse topsporters staan topsporters die in de Nederlandse regio Twente geboren of opgegroeid zijn:
Actief
- Gerco Schröder, springruiter
- Floris van Assendelft, schaker
- Arnold Bruggink, voetballer
- Jeroen Dubbeldam, springruiter
- Karim El Ahmadi, voetballer
- Patrick Gerritsen, voetballer
- Jeroen Heubach, voetballer
- Johan Kenkhuis, zwemmer
- Moniek Kleinsman, schaatsster
- Gerben Löwik, wielrenner
- Remco Olde Heuvel, schaatser
- Rik Platvoet, voetballer
- Joost Posthuma, wielrenner
- Tom Prinsen, schaatser
- Bram Tankink, wielrenner
- Marleen Veldhuis, zwemster
- Jan Vennegoor of Hesselink, voetballer
- Jeffrey de Visscher, voetballer
- Wout Weghorst, voetballer
- Sander Westerveld, voetbaldoelman
- Ramon Zomer, voetballer

Gestopt
- Wout Brama, voetballer
- Karin Kuipers, waterpoloster
- Rob Harmeling, wielrenner
- Kirsten Vlieghuis, zwemster
- Frédérique Ankoné, schaatsster
- Kea Bouman, tennisster
- Wilfried Brookhuis, voetbaldoelman
- Ellen van Langen, atlete
- Raimond van der Gouw, voetbaldoelman
- Erik ten Hag, voetballer
- Gerrit Jannink, hockeyer
- Jan Jeuring, voetballer
- André Karnebeek, voetballer
- Rudie Kemna, wielrenner
- Hennie Kuiper, wielrenner
- Jos Lammertink, wielrenner
- Erwin Nijboer, wielrenner
- Niels Oude Kamphuis, voetballer
- Boudewijn Pahlplatz, voetballer
- Theo Pahlplatz, voetballer
- Eddie Pasveer, voetbaldoelman
- Herman Snoeijink, wielrenner
- Hennie Stamsnijder, wielrenner
- Gerard Veldscholten, wielrenner
- Mark Wotte, voetballer, voetbaltrainer en -bestuurder
- Clemens Zwijnenberg, voetballer